# Rooikat
La Rooikat ("caracal" in afrikaans) è un'autoblindo di concezione e produzione sudafricana, di cui sono attualmente in servizio circa 200 esemplari.

## Genesi del mezzo
La Repubblica Sudafricana si trovò a dover affrontare conflitti in teatri molto impegnativi come l'Angola, su campi di battaglia non particolarmente adatti agli MBT, specialmente negli impieghi di controguerriglia.
All'inizio dell'impiego in Angola, nel 1975, furono estensivamente impiegate le blindo Eland: si però trattava di mezzi leggeri, con una protezione minima, vulnerabili al fuoco delle mitragliatrici pesanti, molto sensibili alle mine e con un cannone che aveva dei problemi ad affrontare i T-55. Avevano inoltre difficoltà ad avanzare nell'intricata boscaglia dell'Africa australe. Del resto anche il successivo Ratel 90 non era altro che un mezzo per la fanteria dotato della stessa torretta.
Nel 1976, l'Armscor fu incaricata di realizzare una nuova blindo pesante.
Dopo una prima proposta 6x6 da 22t, fu presentato un veicolo 8x8 da 27t con i primi due assi sterzanti. Il veicolo entrò in produzione negli Anni 1980, troppo tardi per l'utilizzo nell'Angola.

## Descrizione
L'armamento si basa su un pezzo da 76/62 mm derivato diretto del 76/62mm navale della OTO Melara: il caricamento è manuale, con una riserva di 48 colpi, ma è possibile l'installazione di un sistema di caricamento automatico. 
Il mezzo è studiato per fornire appoggio ai mezzi per la fanteria Ratel, ed è ben blindato per la sua categoria, tanto che nell'arco frontale è in grado di resistere ai colpi da 23 mm sovietici delle 23 mm ZU-23, che tanti problemi avevano creato ai blindati sudafricani. Il propulsore è un Diesel 10 cilindri a V da 420 kW, abbinato ad un cambio automatico. La velocità massima su strada raggiunge i 129 km/h e l'autonomia, fattore molto importante negli sconfinati teatri operativi africani, è di 1.000 km su strada.
Un mezzo di questa potenza è in grado di muoversi bene anche nella fitta boscaglia, evitando le piste che spesso vengono minate per contrastare la mobilità degli avversari motorizzati. Molta attenzione è stata posta proprio per ridurre le conseguenze dell'eventuale detonazione di una mina anticarro, dando modo all'energia di sfogarsi verso l'esterno; è inoltre possibile la marcia anche con una gomma asportata.
Il cannone da 76/62 mm è in grado di sparare un proiettile APFSDS a una velocità iniziale di 1.600 m/s, mentre l'avanzato sistema per la condotta del tiro, completo di stabilizzazione del pezzo e telemetro laser, consente di ingaggiare i bersagli anche in movimento. L'armamento è completato da una mitragliatrice coassiale da 7,62mm e da un'arma analoga situata sul cielo della cupola. Sono presenti anche 8 mortai lanciafumogeni da 81 mm.
Della Rooikat è stata realizzata anche una versione con un pezzo da 105/51 mm, ed una versione con una sofisticata torretta antiaerea con due pezzi da 35 mm a puntamento radar, non entrata in produzione.